# Gynoplistia babinda
Gynoplistia babinda là một loài ruồi trong họ Limoniidae. Chúng phân bố ở miền Australasia.